# Krasnosiołka (obwód kemerowski)
Krasnosiołka (ros. Красносёлка) – wieś (sieło) w Rosji, w obwodzie kemerowskim, w rejonie jaszkińskim. W 2010 liczyła 796 mieszkańców.